# Фрейзер, Дон
Дон Лоррейн Фрейзер (англ. Dawn Lorraine Fraser, род. 4 сентября 1937, Балмейн) — австралийская пловчиха, четырёхкратная олимпийская чемпионка, является одной из двух пловчих, которым на трёх играх подряд удалось выиграть заплыв на одну и ту же дистанцию. Фрейзер трижды подряд (1956, 1960 и 1964) побеждала в заплыве на 100 метров кролем, венгерка Кристина Эгерсеги добилась подобного результат на дистанции 200 метров на спине (1988, 1992 и 1996). Среди мужчин этого добился только Майкл Фелпс. На протяжении 16 лет с 1956 по 1972 год Фрейзер являлась мировой рекордсменкой на 100 метровой дистанции, побив рекорд мира в общей сложности 39 раз (из них 36 раз на стометровке). Первая спортсменка, проплывшая 100 м быстрее, чем за 1 минуту.

## Биография

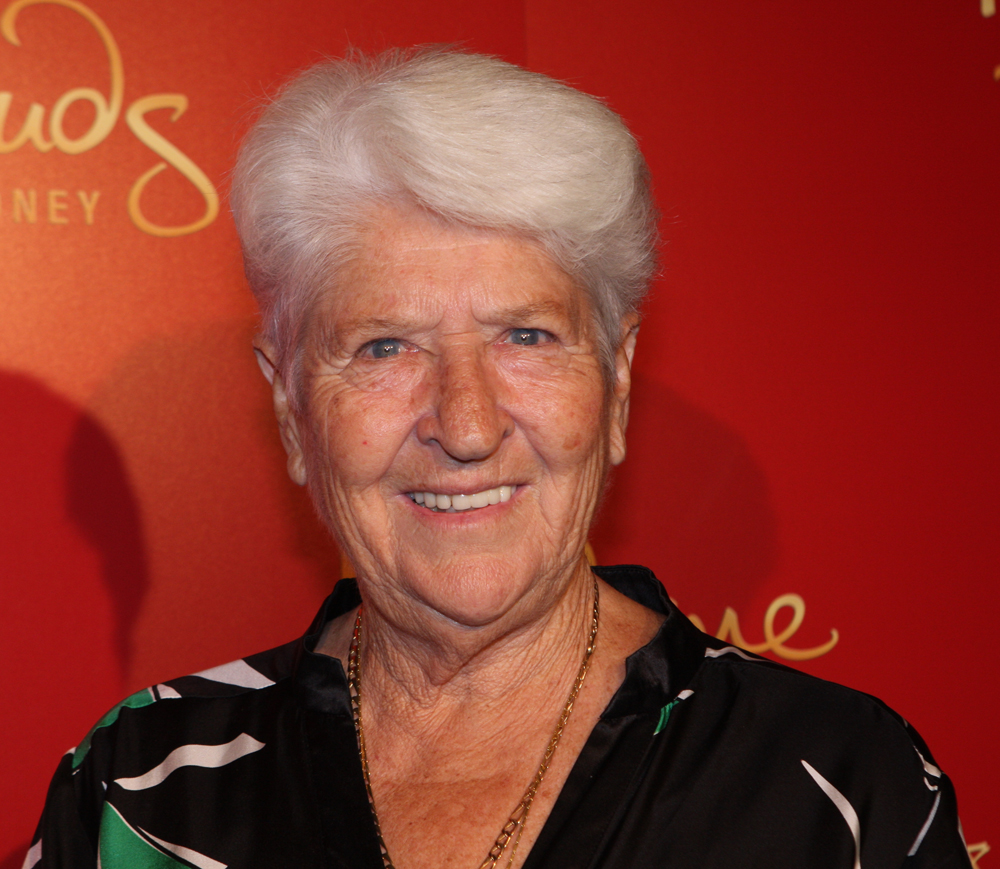
2012 год

Родилась в 1937 году в городе Балмайн, пригороде Сиднея, в рабочей семье. В 14 летнем возрасте начала заниматься плаванием. В 1956 году в составе сборной Австралии отправилась на первые для себя Олимпийские игры, на которых ей удалось выиграть две золотые награды в заплыве на 100 метров и эстафете 4×100, причем в составе эстафетной команды Дон Фрейзер установила первый для себя мировой рекорд. В 1958 году спортсменка выиграла золотые медали Игр Содружества, позже повторила результат в 1962 году. На Олимпийских играх 1960 года, помимо золота в заплыве на 100 метров, Фрейзер выигрывает две серебряные награды в эстафетных гонках на 100 и 400 метров. Третья для спортсменки Олимпиада 1964 года в Токио помимо очередной золотой медали на стометровке приносит серебряную медаль в эстафете 4×100. 
В возрасте 31 года ушла из большого спорта, некоторое время работала в собственной гостинице, с 1988 по 1991 годы пробовала свои силы в политике. В настоящий момент[когда?] является членом совета директоров регбийной команды Балмайн Тайгерс.

## Олимпийские медали
- Мельбурн 1956
  - Золото 100 м св. стилем 1.02,0 WR*
  - Золото 4х100 св. стилем 4.17,1 WR*
  - Серебро 400 м св. стилем 5.02,5
- Рим 1960
  - Золото 100 м св. стилем 1.01,2
  - Серебро 4х100 св. стилем 4.11,3
  - Серебро 4x100 комбинированная 4.45,9
- Токио 1964
  - Золото 100 м св. стилем 59,5
  - Серебро 4x100 комбинированная 4.06,9

В Австралии в 1979 году о её жизни и спортивной карьере был снят художественный фильм «Dawn!».

## Награды и звания
- Австралиец года — 1964 год.
- Член ордена Британской империи (MBE)
- Офицер ордена Австралии (AO)
- Величайшая пловчиха в мире из ныне живущих по мнению МОК[источник не указан 1928 дней].